# Peter Coates
Peter Coates (n. 13 ianuarie 1938) este un afacerist și finanțator englez al clubului Stoke City FC. A fondat Bet365 în 2000 și Signal Radio în 1983.